# Кубок Томаса 1961
5-й Кубок Томаса (крупнейшее международное соревнование по бадминтону среди мужских команд) прошёл в сезоне 1960—1961 годов. Он начинался в четырёх квалификационных зонах — Азиатской, Австралазиатской, Европейской и Панамериканской. В квалификационных состязаниях четырёх зон участвовало 18 команд. В конце сезона четыре победителя зон съехались в Джакарту (Индонезия) и, проведя между собой плей-офф, определили претендента, который в раунде вызова оспорил титул чемпиона у победителя прошлого сезона — команды Индонезии.

## Итоги зональных турниров
Победителем в Азиатской зоне вновь стала сборная Таиланда, победив Индию (6-3), трижды ранее становившуюся чемпионом Малайю (7-2) и Пакистан (8-1). В связи с неучастием Японии, Австралазиатскую зону выиграла команда Австралии, разгромив Новую Зеландию (8-1). Дания выиграла в Европейской зоне, одолев в финале Великобританию. В Панамериканской зоне США разгромила Канаду (7-2).

## Плей-офф
Межзональные плей-офф состоялись 1-2 июня 1961 года в Джакарте.

### Первый раунд
| Таиланд | 9—0 | Австралия |
| Дания   | 7—2 | США       |

### Заключительный раунд
| Таиланд | 7—2 | Дания |

## Раунд вызова
Финальный спор за кубок Томаса сезона 1960—1961 годов состоялся в Джакарте 10-11 июня 1961 года. Индонезийцы выиграли все пять одиночных матчей. Тайские пары выступили лучше, но этого было уже недостаточно для выигрыша кубка, и в итоге со счётом 6-3 победила сборная Индонезии.